# Wielklem

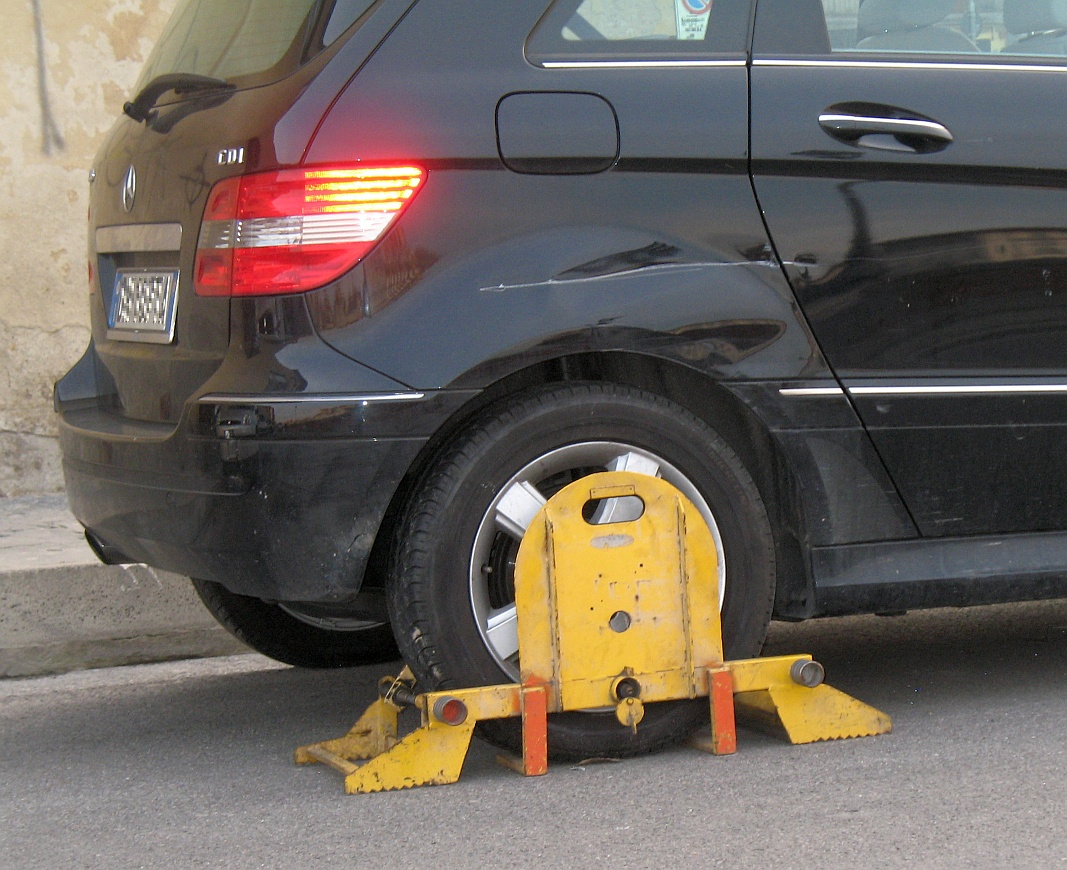
Een wielklem aan een auto in Florence (2008)

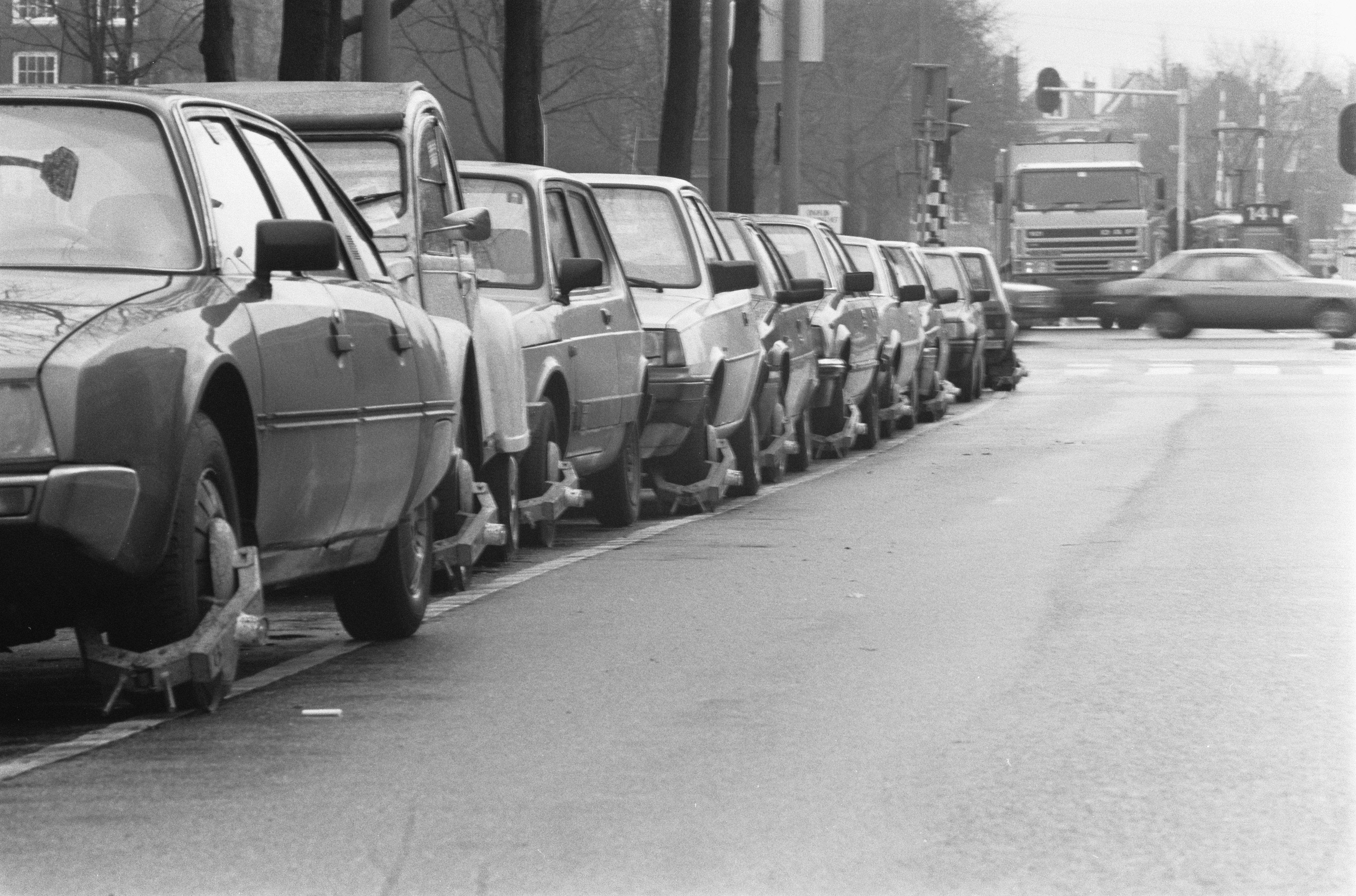
Wielklemmen in Amsterdam (1988)

Een wielklem is een klem die in het geval van een parkeerovertreding wordt aangebracht op het wiel van een auto, om te voorkomen dat de betreffende auto wegrijdt.
Wielklemmen zijn ontworpen voor de meeste soorten wielen en banden waardoor ze ruim kunnen worden ingezet. Een wielklem moet het onmogelijk maken om met het voertuig waaraan deze is bevestigd weg te rijden. De ronde stalen schijf, gekenmerkt door zijn karakteristieke gele kleur, dekt de wielbouten af om demontage van het wiel te voorkomen. De klem wordt pas verwijderd zodra de eigenaar van de auto een boete betaalt. Hij/zij treft hiervoor een bonnetje aan in de voorruit.
Veel gemeenten hebben de wielklem afgeschaft omdat deze tot te veel agressie zou leiden. Vooral bij toeristen was het onbegrip groot. In Amsterdam wordt sinds de afschaffing van de wielklem nog maar een fractie van de parkeerboetes door toeristen voldaan, in 2010 was dat 3,3% waardoor de gemeente dat jaar €220.000 aan inkomsten misliep.
Wielklemmen worden ook gebruikt door eigenaren van voertuigen om te voorkomen dat deze gestolen worden.